# Gamsylella gephyropaga
Gamsylella gephyropaga är en svampart som först beskrevs av Drechsler, och fick sitt nu gällande namn av M. Scholler, Hagedorn & A. Rubner 1999. Gamsylella gephyropaga ingår i släktet Gamsylella och familjen vaxskålar.   Inga underarter finns listade i Catalogue of Life.